# Wheelerigobius maltzani
Wheelerigobius maltzani es una especie de peces de la familia de los Gobiidae en el orden de los Perciformes.

## Morfología
Los machos pueden llegar a alcanzar los 4,5 cm de longitud total.

## Hábitat
Es un pez de Mar y, de clima tropical y demersal que vive entre 1-10 m de profundidad.

## Distribución geográfica
Se encuentra en el Atlántico oriental: desde el Senegal hasta Ghana y Annobon. 

## Observaciones
Es inofensivo para los humanos. 